# Licasto (Mar Negro)
Licasto (en griego, Λύκαστος) era el nombre de una antigua ciudad situada en la costa sur del Mar Negro. LLevaba el mismo nombre que un río situado en su región. 
Es citada en el Periplo de Pseudo-Escílax, donde se la menciona en una sucesión de ciudades griegas pertenecientes a Asiria, entre Temiscira y Carusa.
Tanto la ciudad como el río son citados por Plinio el Viejo. Esteban de Bizancio menciona Licasto como un asentamiento, Pomponio Mela como una ciudad y el anónimo Periplo del Ponto Euxino menciona el río.
La ciudad de Licasto debió estar situada entre los ríos Halis y Termodonte pero se desconoce su localización exacta. Con respecto al río Licasto, se ha sugerido que podría tratarse del Mert Irmak, que se sitúa unos 4 km al este de Ámiso.